# 岩观音草
岩观音草（学名：Peristrophe montana）为爵床科观音草属的植物。分布于斯里兰卡、印度以及中国大陆的海南等地，生长于海拔500米至1,300米的地区，见于中海拔阴湿的崖壁上，目前尚未由人工引种栽培。

## 别名
岩山蓝（海南植物志）